# سولفاديازين
سولفاديازين (Sulfadiazine) مضاد حيوي من زمرة السلفوناميدات.

## الاستطبابات
- إنتانات السبيل البولي، داء النوكارديا، الوقاية من الحمى الرثوية.
- داء المقوسات، هجمة الملاريا غير المختلطة.

## آلية التأثير
يؤثر على نمو العامل الجرثومي الممرض بآلية تثبيط تركيب حمض الفوليك ضمنه عبر معاكسته التنافسية للـ PABA.

## الاستخدام خلال الحمل
ينتمي المحضر للمجموعة B، ولكنه ينتقل للمجموعة D فيما لو اُستخدم بتمام الحمل.

## مضادات الاستطباب
- فرط الحساسية لهذا المحضر أو لأحد مكوناته أو لأحد محضرات السلفا، البرفيريا.
- لا يجوز استخدامه من أجل الرضع الذين تقل أعمارهم عن الشهرين إلا إذا كان مستطباً لعلاج داء المقوسات الخلقي.
- لا يجوز استخدام الواقيات الشمية التي تحوي PABA خلال فترة تناوله.

## التأثيرات الجانبية
تحدث بنسبة تزيد عن 10%:
- عصبية مركزية: حمى، دوام، صداع.
- جلدية: حكة، طفح، حساسية للضياء.
- هضمية: قمه، غثيان، إقياء، إسهال.

تحدث بنسبة 1% إلى 10%:
- جلدية: متلازمة لايل، متلازمة ستيفن جونسون.
- دموية: قلة محببات، قلة كريات بيض، قلصة صفيحات، فقر دم لاتنسجي، فقر دم انحلالي.
- كبدية: التهاب كبد.

تحدث بنسبة تقل عن 1%:
غدية واستقلابية: اضطراب وظائف الغدة الدرقية.
- بولية تناسلية: بيلة بلورات.
- كبدية: يرقان.
- كلوية: التهاب كلى خلالي، اعتلال كلوي حاد، بيلة دموية.
- متنوعة: ارتكاسات شبيهة بداء المصل.

## الجرعة
داء المقوسات الخلقي:
- الولدان والرضع بأعمار تقل عن شهرين (فموياً): 100 ملغ/كغ/اليوم تُعطى على 4 دفعات مشركاً مع بيرايميثامين 1 ملغ/كغ/اليوم مرة واحدة يومياًُ ومع حمض الفولينيك 5 ملغ كل 3 أيام لمدة 6 أشهر.
- الرضع بأعمار تزيد عن شهرين والأطفال (فموياً): 25-50 ملغ/كغ 4 مرات يومياً.

داء المقوسات:
- الأطفال (فموياً): 120-150 ملغ/كغ/الومي تُعطى على 4 دفعات مشركاً مع بيرايميثامين 2 ملغ/كغ/اليوم تُعطى على دفعتين لمدة 3 أيام ثم بجرعة 1 ملغ/كغ/اليوم دفعة واحدة مع حمض الفولينيك.
- البالغين (فموياً): 2-8 غ/اليوم تُعطى على 4 دفعات مشركاً مع بيرايميثامين 25 ملغ/اليوم حمض الفولينيك.

## الحرائك الدوائية
- الامتصاص: يُمتص جيداً يلي تناوله فموياً.
- التوزع: ينتشر إلى سوائل وأنسجة الجسم المختلفة، وينتشر إلى حليب الثدي.
- الاستقلاب: يستقلب بآلية الأستلة.
- العمر النصفي: 10 ساعات.
- يصل تركيزه المصلي لذروته خلال 3-6 ساعات.
- الإطراح: يُطرح مع البول غير متبدل (43-60%) وعلى شكل مستقلبات (15-40%).

## فرط الجرعة/الانسمام
- يتظاهر فرط جرعته بالنعاس والدوام والقمه والألم البطني والغثيان وفقر الدم الانحلالي والحماض واليرقان والحمى ونضوب المحببات، يمكن لجرعتة قليلة منه تعادل 2-5 غ/اليوم أن تسبب سمية ملحوظة.
- يمكن للإدرار بإعطاء السوائل بسخاء أن يساعد في إطراحه من الجسم والوقاية من تطور القصور الكلوي.

## التداخلات الدوائية
- تنقص شدة تأثيره عند إشراكه مع محضر PABA أو مع الأدوية (بروكائين، بروباراكاثين، تتراكائين، الواقيات الشمسية) التي من مستقلباتها هذا المحضر.
- تنقص شدة تأثير المميعات الدموية وخافضات السكر الفموية عند إشراك أحدهما معه.

## المراقبة
يجب مراقبة الصاد البولي.

## التعليمات الخاصة بالمريض
- تناوله على معدة فارغة، واشرب كمية وافرة من السوائل خلال فترة استخدامك له.
- تجنب التعرض المديد لأشعة الشمس أو استخدام الواقيات الشمسية.
- راجع الطبيب في حال أُصبت بالطفح أو بصعوبة التنفس أو بالحمى الشديدة المستمرة أو بوجع الحلق.

## تحذيرات
- استخدامه بحذر عند المريض المصاب باضطراب الوظيفة الكلبدية أو بعوز خميرة G6PD.
- استخدمه بحذر وعدّل جرعته عند المريض المصاب باضطراب الوظيفة الكلوية.
- يجب الحفاظ على وارد من السوائل يزيد عن 1500 مل/اليوم، أو يجب إعطاء بيكربونات الصوديوم لإبقاء البول قلوياً خلال فترة استخدامه.
- يسبب بيلة بلورات بنسبة أكبر من بقية السلفوناميدات لأنه أقل ذوباناً منها.

## الثباتية
- يمكن طحن الأقراص لتحضير معلق فموي مع الماء أو مع محلول سائل يحوي السكروز.
- يجب حفظ معلق السائل ذي التركيز 100 ملغ/مل في البراد واستخدامه خلال 7 أيام من تحضيره.

## المستحضرات الصيدلانية
أقراص: 500 ملغ.